# 전주 서서학동 석불입상
전주 서서학동 석불입상(全州 西棲鶴洞 石佛立像)은 대한민국 전북특별자치도 전주시에 있는 불상이다. 1984년 4월 1일 전라북도의 문화재자료 제9호로 지정되었다.

## 개요
이 석불은 석가여래의 서 있는 모습이다. 오랫 동안 머리 부분을 제외한 몸체가 땅에 묻혀 있었으나, 1970년대에 파내어, 1980년에 건립한 미륵암의 미륵당 안에 모셨다. 이 불상은 그 본 모습을 상당부분 잃었는데, 코와 손은 근래 새로 만들어 붙인 것이다. 두 어깨를 모두 가린 옷차림(통견)으로, 옷 주름은 양어깨에서 가슴과 두 팔에 곡선으로 흘러내려 다리까지 이어졌으며, 옷소매는 길게 드리워져 있다. 이 불상은 제작기법과 연꽃 무늬를 새긴 받침대 양식 등으로 미루어 보아 조선시대의 작품으로 보인다.

## 참고 자료
- 서서학동석불입상 - 국가유산청 국가유산포털